# Sphenoparietális varrat

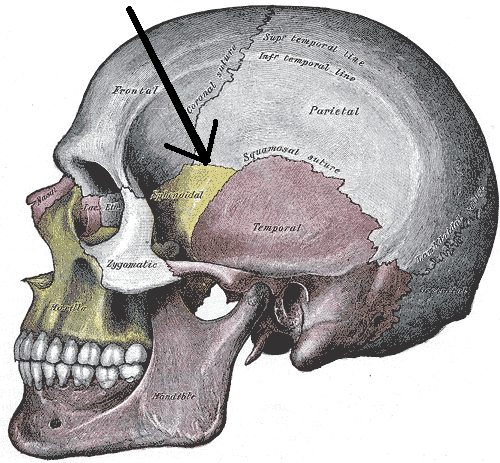
A koponya látható oldalról és a nyíl rámutat a sphenoparietális varratra

A sphenoparietális varrat (magyarul ékcsonti-falcsonti varrat, latinul sutura sphenoparietalis) egy apró varrat az ékcsont (os sphenoidale) és a falcsont (os parietale) között.